# 成仲龍
成仲龍（1581年—1654年），字爲霖，號環洲，直隶长垣县人。明朝政治人物。

## 生平
萬曆四十六年（1618年）戊午科中举，崇祯四年（1631年）辛未科进士。吏部观政，五年授夏邑县知县，七年调任永城县，九年任本省同考官。十年举卓异，行取入京，十一年欽选为兵科给事中，十二年升浙江右參議。晋台绍道副使。崇祯十五年，遷陕西关内道参政，丁忧未任。
明亡仕清，顺治二年七月，授山西布政使司参政、兼按察使司佥事、岢岚兵备道。。四年三月，升陕西按察使、兼布政使司参议，管右布政使事。后以年老致仕。

## 家族
- 祖父成宰，字以赞，号忠山，嘉靖乙卯科举人，授安邑教谕，补兰阳，历升陈留县知县、睢州知州。
- 父成莲，字惟青，号我虚，万历十三年乙酉科举人，以子伯龙贵，赠吏部主事，加赠岢岚道佥事，以子仲龙贵，赠中憲大夫浙江台紹道副使。
- 母祝氏，赠恭人；继母鄒氏，封恭人。
- 兄成伯龙，字为苍，号生洲，万历甲午科举人，二十三年联捷乙未科进士，官至山西岢岚道副使。
- 弟成叔龙，字为赤，号聚洲，天启七年丁卯科副榜恩贡生。
- 弟成少龙，字为黄，号元洲，万历三十七年己酉科舉人，著有《鹧鸪园集》。
- 三子，长子成象琰，崇祯己卯举人，娶吏部尚书王永光孙女；次子成象瑨，娶河南布政使柴寅宾女；三子成象瑆，辛卯举人；孙成霈，康熙乙丑科进士，官大冶知县。